# جون باري نوسوم
جون باري نوسوم (بالإنجليزية: John Barry Nusum)‏ (مواليد 18 مارس 1981 في مينيولا) لاعب كرة قدم برمودي دولي يجيد اللعب في خط الهجوم . يلعب حاليا لصالح نادي كريستال بالاس بالتيمور الأمريكي منذ 2009 .

## روابط خارجية
- جون باري نوسوم على موقع الاتحاد الدولي (مؤرشف)  (الإنجليزية)
- جون باري نوسوم على موقع قاعدة بيانات كرة القدم.إي يو (الإنجليزية)
- جون باري نوسوم على موقع ناشيونال فوتبول تيمز (الإنجليزية)
- جون باري نوسوم على موقع عالم كرة القدم.نت (الإنجليزية)
- جون باري نوسوم على موقع كووورة